# SkyMed
SkyMed est une série télévisée médicale canadienne diffusée depuis le 10 juillet 2022 sur le réseau CBC Television, pour les trois premières saisons, puis sur Paramount+ pour la quatrième.
Dans les pays francophones, elle est disponible depuis le 10 juillet 2022 sur Paramount+.

## Synopsis
La série suit des infirmières et pilotes faisant partie des services ambulanciers aériens dans une région reculée dans le Nord de Manitoba au Canada.

## Distribution

### Acteurs principaux
- Natasha Calis (VF : Zina Khakhoulia) : Hayley Roberts, une infirmière en obstétrique
- Morgan Holmstrom (en) (VF : Chloé Renaud) : Crystal Highway, une soignante
- Praneet Akilla (VF : Fred Colas) : Jay « Chopper » Chopra, un pilote et ingénieur
- Aason Nadjiwon (VF : Jhos Lican) : Capitaine Austen Bodie (récurrent saisons 1 et 2, principal depuis la saison 3), un pilote
- Mercedes Morris (VF : Alice Taurand) : Lexi Martine, une pilote
- Thomas Elms (VF : Kévin Goffette) : Capitaine Milosz Nowak, un pilote et barman
- Kheon Clarke (VF : Baptiste Marc) : Tristan Green, un infirmier de vol
- Aaron Ashmore (VF : Anatole de Bodinat) : Capitaine William « Wheezer » Heaseman (récurrent saisons 1 et 2, principal depuis la saison 3), un pilote
- Sydney Kuhne (VF : Elise Vigné) : Stef (depuis la saison 2), une ambulancière

### Anciens acteurs principaux
- Rebecca Kwan (VF : Myrddrina Antoni) : Emma Lin, une infirmière de l'hôpital local
- Patrick Kwok-Choon (en) (VF : Jérémy Bardeau) : Dr Trevor Sung, un médecin urgentiste de l'hôpital local
- Jeff Teravainen (en) : Pilote en chef Pierce, commandant de SkyMed
- Braeden Clarke (en) : Jeremy Wood (principal saisons 1 et 2, invité depuis la saison 3), l'ex de Crystal

### Acteurs récurrents
- Emilia McCarthy : Madison Van Camp (principale saisons 1 et 2, récurrente depuis la saison 3), une serveuse et barmaid locale
- Anthony Grant : TJ
- Nicola Correia-Damude : Marianne Feriera
- Joelle Farrow : Rosie (depuis la saison 2)

### Anciens acteurs récurrents

#### Saison 1
- John B. Lowe (VF : Michel Laroussi) : Doc (6 épisodes)
- Matthew Kevin Anderson (VF : Max Geller) : Brad Maloney (4 épisodes)
- Meegwun Fairbrother (en) : Malcolm (4 épisodes)
- Gino Anania (VF : Stéphane Otero) : Devon (4 épisodes)
- Sharon Bajer (VF : Delphine Saley) : Denise, la mère d'Austen Bodie (4 épisodes)
- Alex Poch-Goldin : le père d'Austen Bodie (3 épisodes)
- Ellen Peterson : Camille (3 épisodes)
- Rong Fu : l'agent Jennifer Lee (3 épisodes)
- Satori Halldorson : Maskwa (3 épisodes)
- Kirby Fults : Wayne (3 épisodes)

#### Saison 2
- Kevin Hanchard (en) (VF : Pierre Rousselet) : Kingsley (6 épisodes)
- Nadine Whiteman (VF : Virginie Emane) : Dre. Yana (7 épisodes)
- Ryan Ali : Reese (8 épisodes)
- Ben Carlson (en) : Dr Paul (3 épisodes)
- Sarena Parmar : Sunita (3 épisodes)

 Source et légende : version française (VF) sur RS Doublage

## Épisodes

### Première saison (2022)
Elle est diffusée du 10 juillet au 4 septembre 2022.
1. Pilotes, infirmières et ours, oh là là (Pilots and Nurses and Bears, Oh My!)
2. Le Traficant (Line Indoc)
3. Les enfants vont bien (The Kids Are Alright)
4. Pas de fumée sans feu (Where There's Smoke)
5. Dans la nature (Bushwhacked)
6. L'EVJF (Girls Just Wanna Have Fun)
7. Daj Mi Buzi (Daj Mi Buzi)
8. Le Blizzard (Frozen)
9. Ce qui reste sur la glace (Leave It All on the Ice)

### Deuxième saison (2023)
La série est renouvelée pour une deuxième saison, diffusée du 1er octobre au 26 novembre 2023 sur le réseau CBC, et à partir de janvier 2024 pour Paramount+.
1. Retour à la base (Return to Base)
2. Dérapage (Spun Out)
3. Les choses qui comptent le plus (Things That Matter Most)
4. Turbulences (Turbulence)
5. Code Silver (Code Silver)
6. Petits secrets (Little Lies)
7. Vieilles blessures (Old Wounds)
8. Du lever au coucher du soleil (Before Sunrise, After Sunset)
9. Un final explosif (Out with a Bang)

### Troisième saison (2025)
En mars 2024, la série est renouvelée pour une troisième saison, diffusée du 5 janvier au 2 mars 2025 sur CBC et à partir du 16 mai 2025 sur Paramount+.
1. Départs et arrivées (Arrivals, Departures)
2. Le Feu (The Fire)
3. Le Reportage (Ride Along)
4. Panne de commandes (Stuck)
5. La Petite Marianne (Marianncing the Stone)
6. En Wheezervision (Wheezervision)
7. Tension en haute altitude (Altitude)
8. Rien ne va plus (Clarity)
9. Réaliser ses rêves (Chasing Sunsets)

### Quatrième saison (2026)
Le 11 juin 2025, Paramount+ renouvelle la série pour une quatrième saison, devenant le diffuseur canadien principal. Elle est prévue pour 2026.